# Tricyclea bifrons
Tricyclea bifrons är en tvåvingeart som beskrevs av Malloch 1929. Tricyclea bifrons ingår i släktet Tricyclea och familjen spyflugor. Inga underarter finns listade i Catalogue of Life.